# 末日騎士
《末日騎士》（：／），為Netflix於2023年5月12日播出的原創韓國科幻劇集，由電影《偷天對決》、《宅配男逃亡曲》的趙義石導演執導。劇情講述在西元2071年，空氣汙染迫使人類仰賴呼吸器維生，僅存的1%人口在急遽沙漠化的韓半島訂定的嚴格社會階級制度下，具備非凡戰鬥實力的傳奇快遞司機「5-8」（金宇彬飾）遇到了難民「四月」（姜有錫飾）後而發生的一系列故事。

## 演員陣容

### 主要人物
| 演員                    | 角色   | 介紹                                                                           |
| 金宇彬 （少年：徐荣宰） | 5-8    | 無人能及的傳奇快遞司機，難民出身的快遞員。                                     |
| 宋承憲                  | 柳錫   | 在沒有氧氣呼吸器無法生存的混亂世界裡，以販賣氧氣掌控全球的千明集團唯一繼承人。 |
| 姜有皙 （童年：崔乘訓） | 尹四月 | 一心想成為快遞員，羨慕傳說中的「5-8」的難民少年。                              |
| 李絮                    | 鄭雪娥 | 國防安全司令部少校，四月的救命恩人，並像家人一樣照顧四月。                     |

### 其他人物
| 演員                    | 角色     | 介紹 |
| 金義聖                  | 当当爷爷 | 无所不能的万能机械工，四月、无所用、阿呆和呆呆的监护人，为人既亲切又值得信赖。                                           |
| 李成旭                  | 吴智焕   | 千明集团常务，柳锡的下属。                                                                                               |
| 李伊潭                  | 4-1      | 千明集团快递员，难民出身。                                                                                               |
| 李柱昇                  | 无所用   | 喜欢搜刮收集一堆没用的东西，涉猎众多历史书、百科全书和各种图鉴，特有的呆萌和机智给解决事件带来意外的帮助。               |
| 郑恩成                  | 阿呆     | 四月的难民朋友。 |
| 李尚镇                  | 呆呆     | 四月的难民朋友。 |
| 南京邑                  | 柳在镇   | 柳锡的父亲，千明集团会长，建立当前阶级化世界秩序的罪魁祸首。                                                             |
| 刘延洙                  | 国防部长 | |
| 陳慶                    | 蔡珍庆   | 大韩民国总统，不安于被千明集团统治的世界，与柳锡在新移居区域的主导权问题上产生矛盾。                                     |
| 盧允瑞 （童年：金亚贤） | 郑瑟娥   | 雪娥的妹妹，与四月像家人一样生活。居住在普通区域，虽然会教训不懂事的四月，但也比任何人都珍惜四月，不惜冒险和他一起生活。 |
| 林成宰                  | 李中士   | 国防安全司令部军官，郑雪娥的部下。                                                                                       |
| 金基邦                  | 情报员   | 协助5-8实施计划的难民。                                                                                                  |
| 裴侑藍                  | 5-7      | 千明集团快递员，吴智焕的堂弟，为柳锡绑架一般区域居民当解锁人。                                                           |
| 李淳元                  | 3-3      | 千明集团快递员，难民出身。                                                                                               |
| 许亨圭                  | 1-3      | 千明集团快递员，难民出身。                                                                                               |
| 裴明镇                  | 2-4      | 千明集团快递员，难民出身。                                                                                               |
| 刘仁赫                  | 4-2      | 千明集团快递员，难民出身。                                                                                               |
| 張未冠                  | 5-2      | 千明集团快递员，难民出身。                                                                                               |
| 刘赫宰                  | 8-9      | 千明集团快递员，难民出身。                                                                                               |
| 梁定斗                  | 8-2      | 千明集团快递员，难民出身。                                                                                               |
| 韩尚吉                  | 7-2      | 千明集团快递员，难民出身。                                                                                               |
| 趙智安                  | 6-3      | 千明集团快递员，难民出身。                                                                                               |
| 刘章荣                  |          | 国防安全司令部军官，郑雪娥的部下。                                                                                       |
| 赵智承                  | 玄秀     | 千明集团快递员选拔大赛八强选手之一。                                                                                     |
| 金民                    | 朱京南   | 闯入千明集团快递员选拔大赛决赛的选手。                                                                                   |
| 金瑞庆                  |          | 被5-8一伙人软禁在体能训练馆的纹身男子。                                                                                  |
| 李相元                  |          | 被郑雪娥一伙人追至巷尾后自杀的纹身男子。                                                                                 |
| 金琴順                  |          | 核心区的清洁工，为5-8打探情报。                                                                                          |
| 崔光濟                  |          | 猎人队长。 |
| 玉曳璘                  |          | 难民劳务市场上的小孩。                                                                                                   |
| 朱延宇                  | 憲兵     | 收拾5-7屍體的憲兵。 |

## 制作

### 发展
赵义石导演在完成新电影的剧本并即将进入选角阶段时，出现了2019冠状病毒病疫情，于是电影项目被迫暂时搁置，此时接到了执导该剧的邀请；他喜欢漫画原作呈现的世界观，快递司机是养活人类存在的重要存在、快递司机必须坚强的感觉。在企划阶段，制作组就谈论到社会上出现过的快递司机过劳死的问题或与企业矛盾的情况，这让赵义石产生了更多的好奇心。。该剧是导演赵义石与金宇彬在电影《金融对决》后时隔7年的二度合作，赵义石在采访中透露，金宇彬的康复的过程中苦恼选择怎样的作品复出，于是向其发出参演该剧的邀请。姜有皙饰演的四月在漫画原作中是女性设定，导演赵义石在该剧企划阶段将其改成了男性，他认为主人公为男女的话就有爱情剧的感觉，而这正是他没有自信可以拍好的体裁；为了压缩原作中大量的角色人物，加入导演认为的新的世界观后引领故事的展开，取而代之的是重新塑造了雪娥和总统这两个原作中没有的强势女性角色。

### 拍摄
金宇彬饰演的5-8在漫画原作中是个经常吸烟的人物，而该剧为金宇彬鼻咽癌康复后的第一部作品，出于健康原因，其在剧中的吸烟戏份均为CG效果。剧组在安东5万坪的泥土地上修建了一公里的公路并在周围布置蓝幕进行拍摄，但冬天的大风将蓝幕刮破了，于是剧组改为把集装箱涂上蓝色以代替蓝幕使用；为了呈现首尔黄沙飞扬的效果，CG组特地前往蒙古拍摄沙漠素材。导演赵义石曾向金宇彬建议动作戏使用替身拍摄，但金宇彬则坚持不是危险的场面由本人亲自拍摄。

## 反响
据全球流媒体排名网站Flix Patrol统计，《末日骑士》公开仅一天就位列Netflix电视节目类第二名，仅次于5月4日上线的《夏洛特王后：布里杰顿家族前传》。自公开至5月14日，《末日骑士》在Netflix的累计观看时长达到3122万个小时，夺得Netflix官方统计的每周全球非英语类节目TOP 10排行榜（5月8日至5月14日）榜首，紧随其后位列第二名的是累计1978万个小时的《车贞淑医生》。5月15日至5月21日累計觀看時長3511萬個小時，蟬聯Netflix每週全球非英語類節目Top 10榜單冠軍。5月22日至5月28日累計觀看時長1307萬個小時，位列Netflix每週全球非英語類節目Top 10榜單第五位。

### 评价
《末日骑士》公开后，多数媒体给予该剧盖然性不足、剧情无聊、紧张感匮乏的负面评价。韓國聯合通訊社记者黄载河记者认为该剧的人物叙事不足、故事情节的衔接薄弱，认为该剧将所有矛盾归因于宋承宪饰演的柳锡，但几乎没有对其行为作出让人信服的说明，没有说明其为何对父亲隐瞒不治之症，对其执着于阶级社会的模样描绘得相当平面化，尤其柳锡为了治疗不治之症绑架难民与集体屠杀难民的行为明显地相互矛盾。此外，5-8带领的快递司机们和国防安全司令部的军人们与千明集团、国防部正面对抗，以及四月基因突变的设定在故事的叙述展开中并没有起到任何作用。《韩国经济》的金素妍记者认为该剧的角色缺乏立体化的叙事、剧情展开无聊，没有说明柳锡已经拥有与政府并驾齐驱的权力，但为何如此厌恶难民，他的欲望显得毫无逻辑与脉络；对快递司机的描绘没有具有说服力的魅力，尽管有华丽的动作戏和修饰语，但没有任何实质内容；而主人公四月没有表现出应有的活跃，不死的恢复能力只是通过快递司机选拔大赛的工具，除此之外别无他用，在5-8与其他快递司机铲除千明集团和柳锡的时候，四月没有表现出成长的模样。

## 外部連結
- 在Netflix上觀看《末日騎士》
- Daum上《末日騎士》的資料